# Nadleśnictwo Radoszyce
Nadleśnictwo Radoszyce – jednostka organizacyjna Lasów Państwowych podległa Regionalnej Dyrekcji Lasów Państwowych w Radomiu. Siedziba nadleśnictwa znajduje się w Radoszycach, w powiecie koneckim, w województwie świętokrzyskim.
Nadleśnictwo obejmuje część powiatów koneckiego i kieleckiego.

## Historia
Część lasów które dziś obejmuje Nadleśnictwo Radoszyce, już od czasów przedrozbiorowych było własnością królewską, a następnie państwową. W XIX w. utworzono leśnictwa Przedbórz i Radoszyce.
Po odzyskaniu przez Polskę niepodległości, w 1918 utworzono na tych terenach nadleśnictwo Końskie, którego siedzibą były Radoszyce. W 1921 zmieniło ono nazwę na Nadleśnictwo Radoszyce.
W 1945 powstało Nadleśnictwo Ruda Maleniecka, które objęło znacjonalizowane przez rząd komunistyczny lasy prywatne.
1 stycznia 1973 Nadleśnictwo Radoszyce zostało zlikwidowane, a należące do niego lasy przyłączono jako obręb Radoszyce do Nadleśnictwa Barycz. W 1978 obręb Radoszyce przyłączono do Nadleśnictwa Ruda Maleniecka. W 2004 do Nadleśnictwa Ruda Maleniecka z Nadleśnictwa Kielce przyłączono obręb Snochowice, decyzja ta została cofnięta w 2007.
W 2014 z powodu reprywatyzacji dworu w Rudzie Malenieckiej, nadleśnictwo przeniosło się do nowej siedziby, zlokalizowanej w Radoszycach. W 2020 Nadleśnictwo Ruda Maleniecka złożyło wniosek o zmianę nazwy na Nadleśnictwo Radoszyce, argumentując zmianę zarówno względami praktycznymi (przeniesienie siedziby), jak i historycznymi (dłuższa tradycja nazwy Nadleśnictwo Radoszyce). Wniosek otrzymał szerokie poparcie na szczeblu krajowym i lokalnym. 1 stycznia 2021 nazwa uległa zmianie.

## Ochrona przyrody
Na terenie nadleśnictwa znajduje się jeden rezerwat przyrody - Piekiełko Szkuckie.

## Drzewostany
Typy siedliskowe lasów nadleśnictwa (z ich udziałem procentowym):
- bory 68%
- lasy 27,9%
- olsy 4,1%

Najważniejszym gatunkiem lasotwórczym lasów nadleśnictwa jest sosna.